# Kuščarica (ozvezdje)
Kuščarica (latinsko Lacerta) je ozvezdje severne nebesne poloble in eno od 88 sodobnih ozvezdij, ki jih je priznala Mednarodna astronomska zveza. Ni bilo med Ptolemejevimi 48-timi ozvezdji. Ozvezdje je tvoril okoli leta 1687 Johannes Hevel. Ne vsebuje posebej pomembnih svetlih zvezd, Messierovih teles, galaksij, svetlejših od 14,5m, kroglastih kopic ali zvezd z lastnimi imeni. Zaradi tega ga je na nebu težko najti. Severni del leži na Rimski cesti med Labodom, Kasiopejo in Andromedo. Povezujejo ga s Kasiopejo zaradi podobnosti v obliki »W«. V tem smislu jo včasih imenujejo »Mala Kasiopeja«.

## Znana nebesna telesa v ozvezdju

### Zvezde
- Alfa Kuščarice (α Lac), zvezda glavnega niza spektralnega razreda A1 V z navideznim sijem 3,77m. Zvezd z večjim navideznim sijem od 4m v ozvezdju ni. Alfa Kuščarice je optična dvojna zvezda.
- Roe 47, večkratna zvezda s petimi komponentami (z navideznimi siji 5,8, 9,8, 10,1, 9,4 in 9,8).
- ADS 16402, dvojna zvezda, okrog njene komponente B kroži planet z nekaterimi nenavadnimi lastnostmi. Planet velikosti Jupitra ima nenavadno nizko gostoto, podobno gostoti plute, in je zelo napihnjeni plinski velikan. Planet nosi oznako HAT-P-1b. Zvezdi sta oddaljeni med seboj 1500 a.e.

### Drugo
- NGC 7243, razsuta kopica z navideznim sijem približno 6,4m
- BL Kuščarice (BL Lac), odkrili so je sorazmerno zgodaj in so najprej mislili da je zvezda, zato so ji dali ime spremenljivke. V resnici pa je jedro galaksije. Posodila je celotnemu tipu teles telesom BL Kuščarice (podtip blazarjev). Telesu se nepravilno v času nekaj dni spreminja navidezni sij od 14 do 17m.